# Navigationsleiste
Eine Navigationsleiste oder Linkleiste (englisch navigation bar) ist ein zentrales Element einer Website, welche es dem Betrachter ermöglicht, stets eine Übersicht über die Struktur des Webauftrittes zu erhalten und möglichst direkt jede, oder jede für wichtig erachtete Seite der Website anzusteuern.

## Verwendung
Gegenüber einem Inhaltsverzeichnis wie in einem Buch oder einer Sitemap bietet eine Navigationsleiste den Vorteil, stets sichtbar zu sein, meist links oder oben im Browserfenster positioniert.
Je nach Größe und Komplexität des Inhalts werden in dieser Leiste dabei auch nur die Kategorien des Webauftrittes aufgelistet. Zuweilen können dabei Subkategorien „aufgeklappt“, also positionsrichtig eingeblendet werden und die aktuelle Seite farblich hervorgehoben sein.

## Technik
Es gibt prinzipiell zwei gängige Techniken: Frames und Navigationsleiste auf jeder Seite.
Bei Verwendung von Frames steht die Navigationsleiste in einem eigenen Frame unabhängig neben der Inhaltsseite. Vor- und Nachteile der Framestechnik werden auf der Seite Frames ausführlich beschrieben.
Die Alternative dazu ist das Einfügen der Navigationsleiste direkt in die Seite. Dies lässt sich anhand der Art der Seitenerstellung unterteilen in Seiten, in deren Quelltext die Navigationsleiste jeweils von Hand eingesetzt wird, was bei größeren Projekten schnell unübersichtlich wird, und Seiten, in die die Navigationsleiste mittels serverseitiger Technik automatisch eingefügt wird (Server Side Includes).

### Einteilung
Die auf einer Seite zur Verfügung stehenden Navigationselemente kann man hinsichtlich ihrer Hierarchie und Funktion unterscheiden:

#### Hauptnavigation
Die Hauptnavigation ist Teil der strukturellen Navigation und orientiert sich an dem (meist hierarchischem) Aufbau der Seite. Ein sehr typisches Beispiel ist die Navigation von Pressediensten wie Spiegel, Stern, FAZ etc. Sie repräsentiert die Hauptseiten auf der obersten Ebene. Die Hauptnavigation hilft dabei, sich einen Überblick über das Gesamt-Portfolio zu verschaffen, dient der Orientierung und ermöglicht das schnelle Wechseln zwischen den Hauptrubriken.

#### Lokale Navigation (Subnavigation)
Die lokale Navigation ist in der Hierarchie der Hauptnavigation unterstellt. Sie ermöglicht das Navigieren innerhalb einer zuvor gewählten Hauptrubrik. In der Regel bieten diese auch Subnavigation genannten Seiten bereits Inhalte zur gewählten Hauptrubrik an und gliedern das darunter folgende tiefer greifende Informationsangebot.

#### Kontextnavigation
Die Kontextnavigation ist im Vergleich zu den beiden voran genannten Navigationselementen nicht strukturgebunden, sondern springt thematisch miteinander verbunden von einem Inhalt zum anderen. Viele Foren nutzen beispielsweise automatisierte Plugins, die Begriffe innerhalb eines Textabschnittes mit dessen Erläuterung verlinken. News-Seiten nutzen die Kontextnavigation gerne, um auf weiterführende Artikel zum gleichen Thema zu verweisen.

#### Utility-Navigation
Diese Navigation verbindet Seiten und Funktionen, die dem Nutzer die Steuerung durch die eigentlichen Inhaltsseiten erleichtern soll. Sie werden ihren gemeinsamen Funktionen nach zusammengefasst und gegliedert.
Sprachauswahl und eine Sammlung externer Links gehören beispielsweise dieser Kategorie an. Aber auch sogenannte Toolboxes, mit denen die Steuerung des Informationsangebotes an sich vorgenommen werden kann.

#### Footer-Navigation
Dieses Navigationselement befindet sich immer am unteren Rand einer Website (daher der Name). Häufig sind die darin enthaltenen Elemente eine Mischung aus Haupt-, Sub- und Utility-Navigation. Zeitungsseiten bieten so beispielsweise oft den direkten Einstieg auf Unterrubriken an. Aber auch Utility-Elemente wie RSS-Feeds, Newsletter, Blogs, Impressum und Sitemap sind meist dort untergebracht.